# Pop it (jouet)
Le pop it (littéralement fais-le sauter) est un jouet constitué d'une série de bulles colorées en silicone disposées sur un plateau et pouvant être pressées, produisant un effet similaire à celui du papier bulle. Présenté comme étant un jouet anti-stress, celui-ci connaît un certain succès à partir du printemps 2021 en raison de sa mise en lumière par des influenceurs de TikTok ainsi qu'un certain ennui et stress provoqués par la pandémie de Covid-19,,,,.
Une chanson sur le sujet, "pop it Mania", de la jeune youtubeuse Pink Lily est devenue virale lors de la rentrée scolaire et a contribué à une vague de harcèlement contre les enfants nés en 2010.

## Origine

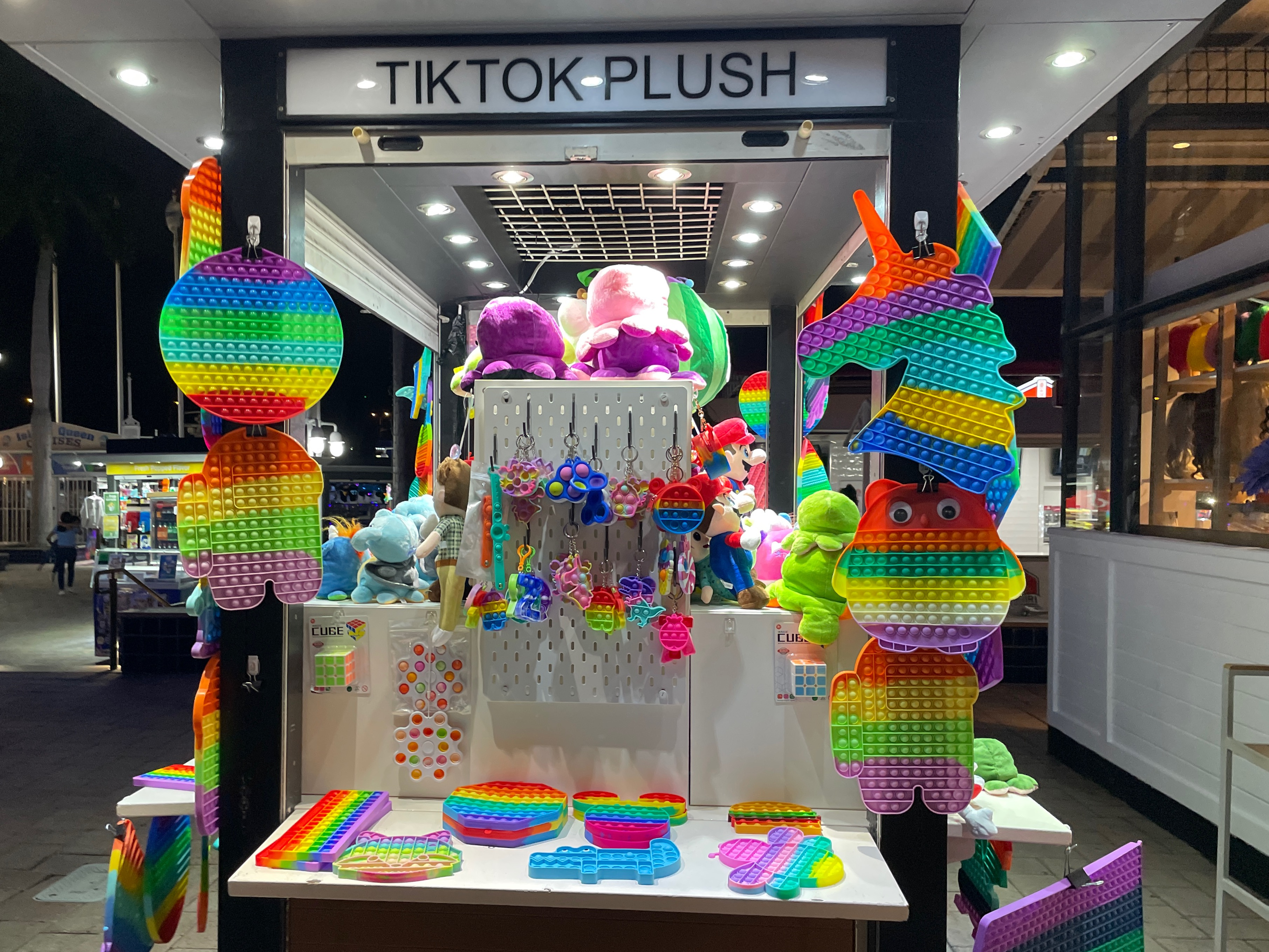
Variété de pop it.

Pop Its est inventé en 1975 par Theo et Ora Coster, un couple d'inventeurs de jeux. Aucun manufacturier n'est intéressé à produire le jeu avant son acquisition par FoxMind en 2009. L'entreprise réalise plusieurs prototypes de la chose, avant de s'associer avec Buffalo Toys et d'obtenir une entente d'exclusivité avec Target en 2019, sous l'appelation de Pop It!. Les fabricants ont ensuite approché des influenceurs pour promouvoir le produit.

## Règle du jeu
Les pop it sont également des jeux de société, il est possible de jouer à plusieurs. Les règles les plus connues sont celles de la bille et celles de la course. Dans la première (la bille), l'un des adversaires doit cacher une bille sous le pop it, les autres doivent la trouver en quelques coups en appuyant sur les bulles. Dans la seconde (la course) vous pouvez appuyer sur trois bulles maximum, c'est un jeu de stratégie, celui qui appuie sur la dernière bulle a perdu.